# Jan Wils (beeldhouwer)
Jan Hendrik Lucien (Jan) Wils (Eindhoven, 25 mei 1953), is een Nederlands beeldhouwer. Hij heeft zich gespecialiseerd in het gieten en bewerken van beton en terrazzo.
Wils genoot zijn opleiding aan de Stadsacademie van Maastricht. Daarna volgde hij opleidingen aan de Academie voor Industriële Vormgeving in Eindhoven en de Academie voor Beeldende Vorming in Tilburg. Hij maakt met name beelden met organische en architectonische vormen.
Daarnaast werkt Wils sinds 2002 als kunstschilder. Hij maakt onder meer portretten die hij op een abstracte en kleurrijke manier uitwerkt.

## Werken (Selectie)
- Monumentale Stapeling Eindhoven 1983
- The Walker Geldrop 1994
- Sint Joris en de draak Deurne 1998

## Trivia
- Wils is een zwager van de musicalacteur Ton Keunen.

- RKD-Nederlands Instituut voor Kunstgeschiedenis: 84812